# برت اولا نوردلندر
برت اولا نوردلندر (انگلیسی: Bert-Ola Nordlander؛ زادهٔ ۱۲ august ۱۹۳۸ (۸۶ سال)) بازیکن هاکی روی یخ اهل سوئد است.